# Kepohagung (Pamotan)
Kepohagung is een bestuurslaag in het regentschap Rembang van de provincie Midden-Java, Indonesië. Kepohagung telt 1064 inwoners (volkstelling 2010).